# International Standard Text Code
L'International Standard Text Code (ISTC) è un codice standard internazionale di identificazione per opere testuali. 
Tale standard ISO fu sviluppato dal committee TC 46/SC 9 è pubblicato nel marzo 2009 come ISO 21047:2009. L'autorità per l'implementazione dello standard è The International ISTC Agency.

## Usi
Includendo uno o più numeri ISTC come attributo di una registrazione bibliografica (ISBN ad esempio), l'aggregazione, collocazione, filtraggio, etc. di una pubblicazione registrata può essere raggiunta automaticamente basandola sul contenuto di pubblicazione rilevanti. Questo risolve problemi di identificazione del contenuto rilevante quando è pubblicato sotto titoli diversi, o dove contenuti diversi sono pubblicati sotto lo stesso titolo. Il numero ISTC inoltre migliora l'identificazione di una pubblicazione tra le tante, di una stessa opera.
Ad esempio si possono raggruppare le opere con le loro traduzioni in diverse lingue, raggruppandole secondo un identico numero ISTC in lingua originale.

## Implementazione
Un unico database è usato per registrare tutti gli ISTC, indipendentemente dalla nazione di origine. Chiunque abbia la necessità di registrare un'opera testuale (autore, editore, agente) deve chiedere ad un'agenzia ISTC fornendo loro i metadati necessari. Il codice dato sarà univoco a livello mondiale. Se un lavoro testuale non è ancora registrato, il sistema darà un numero nuovo; se il lavoro già esiste nel database con metadati identici, il sistema risponde dando il numero registrato. Il numero ISTC può essere usato da chiunque voglia identificare un lavoro. Il sistema è libero in consultazione ed in registrazione presso un qualunque International ISTC Agency website.

## Formato
Il codice ISTC è un numero esadecimale di quattro parti:
1. ente che ha generato il numero
2. anno di numerazione
3. opera - 8 cifre esadecimali con anno/ente
4. check digit - calcolata usando un algoritmo MOD 16-3 secondo ISO 7064.

## Esempio
ISTC A02-2009-000004BE-A